# Car Door
Car Door (pol. Drzwi samochodu) – pierwszy singel promujący album Anity Lipnickiej pt. Hard Land of Wonder z 2009 r. Jego premiera radiowa miała miejsce w radiowej Trójce i w serwisie MySpace dnia 20 października 2009

## Pozycje na listach przebojów
| Polska | Lp3 | LPMN | SLiP |
| ------ | --- | ---- | ---- |
| 15     | 15  | 18   | 11   |